# U-245
U-245 — средняя немецкая подводная лодка типа VIIC времён Второй мировой войны.

## История
Заказ на постройку субмарины был отдан 10 апреля 1941 года. Лодка была заложена 18 ноября 1942 года на верфи «Германиаверфт» в Киле под строительным номером 679, спущена на воду 25 ноября 1943 года. Лодка вошла в строй 18 декабря 1943 года под командованием капитан-лейтенанта Фридриха Шуманна-Гинденберга.

### Флотилии
- 18 декабря 1943 года — 31 июля 1944 года — 5-я флотилия (учебная)
- 1 августа 1944 года — 1 октября 1944 года — 3-я флотилия
- 1 октября 1944 года — 8 мая 1945 года — 33-я флотилия

### История службы
Лодка совершила 3 боевых похода. Потопила 3 судна суммарным водоизмещением 17.087 брт. 30 мая 1945 года переведена из Берген, Норвегия, в Лох-Риэн, Шотландия. Потоплена 7 декабря 1945 года в ходе операции «Дэдлайт» в районе с координатами 55°25′ с. ш. 06°19′ з. д..

### Атаки на лодку
- 30 сентября 1944 года в Северной Атлантике лодка была атакована самолётом типа «Каталина», повреждений и жертв не было.

Эта лодка была оснащена шноркелем.